# Lacus Lenitatis

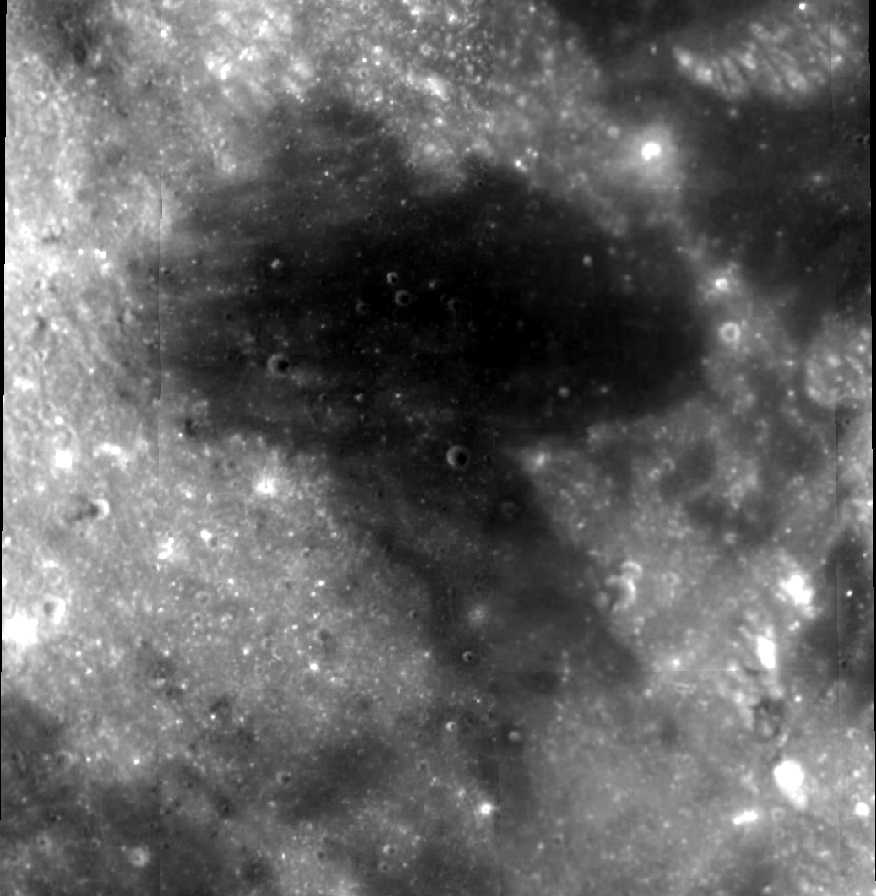
Lacus Lenitatis, photographié par la sonde orbitale Clementine. À droite en haut de l'image, une partie du Lacus Hiemalis.

Lacus Lenitatis (Lac de la tendresse en latin) est un petit lac lunaire dans la région Terra Nivium de la Lune. Le nom a été fixé par l'Union astronomique internationale en 1976.
La surface du lac, situé sur la face visible de la Lune, a un diamètre moyen de 80 km. Lacus Lenitatis se trouve entre la Mare Serenitatis et la Mare Vaporum avec les coordonnées sélénographiques 14, 12.
Dans l'entourage direct du lac se trouvent au nord-ouest le Lacus Doloris, au nord le Lacus Gaudii et à l'est le Lacus Hiemalis. Un peu à l'ouest du lac se trouve le grand cratère Manilius de 39 km de diamètre devant la Mare Vaporum.